# Baldwin Automobile Manufacturing Company
Baldwin Automobile Manufacturing Company war ein US-amerikanischer Hersteller von Automobilen.

## Unternehmensgeschichte
L. F. N. Baldwin, der vorher schon Baldwin betrieb, gründete 1899 das Unternehmen in Connellsville in Pennsylvania. Die Produktion von Automobilen begann, die als Baldwin vermarktet wurden. Mitte 1900 kam es aufgrund von Finanzproblemen zu einer Produktionsunterbrechung. Von März 1901 bis September 1901 wurde erneut produziert. Das Unternehmen wurde daraufhin aufgelöst. Teilweise arbeiteten 160 Mitarbeiter in dem Unternehmen. Sie fertigten insgesamt zwölf Fahrzeuge. Liliʻuokalani aus Hawaii kaufte eines der Fahrzeuge.
Die American Locomotor Manufacturing Company setzte die Produktion unter eigenem Namen fort.

## Fahrzeuge
Das einzige Modell war ein Dampfwagen. Der Dampfmotor hatte zwei Zylinder.